# Roel van Sintmaartensdijk
Roel van Sintmaartensdijk (født 8. maj 2001 i Zuidland) er en cykelrytter fra Holland, der er på kontrakt hos Fejl i Modul:Cykelhold: Wikidata-entitet ikke angivet..